# Shadow of the Vampire
Shadow of the Vampire er en metafiktionel sort humor-horrorfilm fra 2000, instrueret af E. Elias Merhige og skrevet af Steven A. Katz. I filmen, som er en imaginær gengivelse af optagelsen af den klassiske vampyrfilm Nosferatu fra 1922 instrueret af F.W. Murnau, medvirker blandt andre John Malkovich, Willem Dafoe og Udo Kier. Dafoe blev nomineret til en Oscar for bedste mandlige birolle for rollen som Max Schreck.

## Medvirkende
- John Malkovich som F.W. Murnau, instruktøren af Nosferatu
- Willem Dafoe som Max Schreck, der spiller grev Orlok
- Udo Kier som Albin Grau, okkultist; producenten, grafiske chef, og kostumedesigner
- Cary Elwes som Fritz Arno Wagner, filmfotografen
- Catherine McCormack som Greta Schroeder, der spiller Ellen Hutter/Mina Harker
- Eddie Izzard som Gustav von Wangenheim, der spiller Thomas Hutter/Jonathan Harker
- John Aden Gillet som Henrik Galeen, manuskriptforfatteren
- Nicholas Elliott som Paul
- Ronan Vibert som Wolfgang Muller
- Sophie Langevin som Elke
- Myriam Muller som Maria